# Levécourt
Levécourt település Franciaországban, Haute-Marne megyében. Lakosainak száma 91 fő (2022. január 1.). Levécourt Audeloncourt, Breuvannes-en-Bassigny, Doncourt-sur-Meuse, Huilliécourt, Maisoncelles és Vroncourt-la-Côte községekkel határos.

## Népesség
A település népességének változása:
| Lakosok száma | 177  | 131  | 130  | 95   | 99   | 91   | 87   | 88   | 89   | 91   |
|               | 1968 | 1982 | 1990 | 2006 | 2013 | 2015 | 2017 | 2019 | 2020 | 2022 |